# FISA Amendments Act of 2008
Pour les articles homonymes, voir FAA.
Lire en ligne

(en) texte de 2008

Le FISA Amendments Act of 2008 (FAA, FISAA ou Foreign Intelligence Surveillance Act of 1978 Amendments Act of 2008) est un amendement du Congrès des États-Unis d'Amérique de la loi Foreign Intelligence Surveillance Act de 1978 décrivant les procédures des surveillances physiques et électronique, ainsi que la collecte d'information sur des puissances étrangères soit directement, soit par l'échange d'informations avec d'autres puissances étrangères.

## Présentation

### Historique
- 10 juillet 2008 : Le président George W. Bush signe le projet de loi, qui entre en vigueur pour une durée de 4 ans[1].
- 12 septembre 2012 : La Chambre des représentants des États-Unis vote l'extension de la loi pour une durée de 5 ans[2],[3].
- 28 décembre 2012 : Le Sénat des États-Unis vote l'extension de la loi jusqu'au 31 décembre 2017[4].
- En avril 2024, une prolongation de deux ans est votée[5].

### Le nouveau chapitre VII: les activités de surveillance électronique hors USA
Le FISA Amendments Act of 2008 a ajouté un nouveau chapitre VII à la loi initiale Foreign Intelligence Surveillance Act de 1978. Ce nouveau chapitre contient des dispositions semblables, mais non identiques, aux dispositions du Protect America Act (en) de 2007 qui avait expiré en février 2008. Les nouvelles dispositions du chapitre VII de la FISA devaient expirer le 31 décembre 2012, mais deux jours avant l'échéance, le Sénat américain a étendu la loi pour une durée de cinq ans (jusqu'au 31 décembre 2017). Ce nouveau chapitre donne l'autorisation au gouvernement américain de surveiller les communications électroniques des étrangers à l'étranger.
L'article 702 permet au Procureur général des États-Unis et au Directeur du renseignement national d'autoriser conjointement le ciblage des personnes censées être raisonnablement situées à l'extérieur des États-Unis, mais elle est limitée au ciblage des personnes non américaines. Une fois autorisées, ces acquisitions de données (SIGINT) peuvent durer pendant des périodes allant jusqu'à un an.
En vertu du paragraphe 702 (b) de cette loi, une telle acquisition de données est soumise à plusieurs limitations. Plus précisément, une acquisition:
- Ne doit pas viser intentionnellement une personne située aux États-Unis lors de l'acquisition;
- Ne doit pas viser intentionnellement une personne identifiée comme étant localisée à l'étranger si cette personne en particulier est généralement située aux États-Unis;
- Ne doit pas viser un citoyen américain qui serait localisé en dehors des États-Unis
- Ne doit pas viser à acquérir toute communication à laquelle l'expéditeur et tous les destinataires sont connus au moment de l'acquisition comme étant localisés aux États-Unis;
- Doit être menée d'une manière compatible avec le Quatrième amendement de la Constitution des États-Unis[7].

Cet article 702 autorise l'usage des programmes de surveillance utilisés par la National Security Agency (NSA) et le FBI, comme PRISM dont l'existence a été révélée le 6 juin 2013 par le Guardian et le Washington Post à la suite des révélations du lanceur d'alerte Edward Snowden

### L'article 1881a visant le cloud computing
Selon le rapport commandé par la Commission des libertés civiles, de la justice et des affaires intérieures du Parlement européen, cet article peut être vu comme un risque majeur pour la souveraineté des données européennes.
En effet, selon ce rapport, la nouveauté « introduite » par cette loi, et en particulier l'article §1881a, est que cette loi :
- s’applique spécifiquement aux fournisseurs de services de type cloud computing (et pas seulement les opérateurs de télécommunications) ;
- ne cible que les données situées en dehors des États-Unis et appartenant à des personnes non-américaines ;
- et supprime certaines contraintes qui empêchaient jusque-là de réaliser une surveillance électronique permanente et à grande échelle, et de récupérer tout type de données[9].

Selon Caspar Bowden, un des auteurs de ce rapport du parlement européen, si le fournisseur de services de Cloud Computing se décidait à informer les autorités européennes sur l’existence d’un tel dispositif, il serait passible d’outrage au tribunal fédéral relatif au renseignement étranger (United States Foreign Intelligence Surveillance Court) et enfreindrait probablement la loi US Espionage Act, qui interdit la publication d’informations classées sur les méthodes de renseignement. De plus, cette loi, tout comme le Patriot Act peuvent s’appliquer -secrètement- à chaque société de la planète – même européenne – à partir du moment où elle a une activité commerciale sur le sol américain.

### Sources
- (en) « Rapport Fighting Cyber Crime and protecting privacy in the cloud », Parlement européen, octobre 2012.
- Traduction de l'article de Wikipedia English - Le 23 août 2013